# ساموخوالوفکا
ساموخوالوفکا (انگلیسی: Samokhvalovka) یک شهرک در منطقه شهری اوفای جمهوری باشقیرستان در کشور روسیه است.